# 극장판 도라에몽: 진구와 바람의 마을
《극장판 도라에몽: 진구와 바람의 마을》(일본어: 映画ドラえもん のび太とふしぎ風使い)은 일본에서 2003년 3월 8일에 개봉했다. 국내에서는 극장판 도라에몽: 노비타와 바람의 마을이라는 제목으로 방영했다.

## 줄거리
회오리 바람과 만난 진구는 그 바람을 후코라고 부르며 애정을 쏟는다. 그러던 어느 날 해안동굴에서 위험에 빠진 소녀를 구한 진구와 도라에몽은 소녀를 따라 바람을 이용하여 하늘을 날 수 있는 능력을 가진 풍사들이 사는 세상에 가게 된다. 바람의 백성과 태풍족의 싸움에 꼭 필요한 존재인 후코를 찾기 위해 태풍족이 일행을 노리기 시작하고, 진구는 바람의 백성들을 위해 싸우기 시작한다.

## 등장인물 및 일본어 녹음
- 도라에몽 : 오오야마 노부요
- 노비타 : 오하라 노리코
- 시즈카 : 노무라 미치코
- 자이언 : 타테카베 카즈야
- 스네오 : 키모츠키 카네타
- 태풍족
- 회오리 바람(후코)
- 바람의 백성

## 주제가
오프닝도라에몽의 노래(ドラえもんのうた)
노래 : 야마노 사토코
엔딩다시 만나는 날까지(またあえる日まで)
노래 : 유즈